# Europameisterschaften 2027
Als Europameisterschaft 2027, kurz EM 2027, bezeichnet man folgende Europameisterschaften, die im Jahr 2027 stattfinden sollen:
- Eiskunstlauf-Europameisterschaften 2027
- Leichtathletik-Team-Europameisterschaft 2027
- U-17-Fußball-Europameisterschaft 2027
- U-19-Fußball-Europameisterschaft 2027